# منتخب سنغافورة لكرة اليد
منتخب سنغافورة لكرة اليد هو ممثل سنغافورة الرسمي في المنافسات الدولية في كرة اليد.